# Râul Vătavu
Râul Vătavu este un afluent al râului Șomuzul Mare. 

## Hărți
- Harta județului Suceava